# Павловська Гора
Павловська Гора — історична місцевість Житомира.         

## Розташування
Місцевість розташована на північно-західній околиці Житомира. Розкинулася на лівому березі річки Кам'янки на пагорбі, відомому як Павловська гора. Розташована на теренах історичної місцевості Соколова Гора. Умовно обмежена вулицею Павловська Гора (з півночі та сходу), Вузьким провулком (з північного заходу), річкою Кам'янкою (із заходу) та Курганним провулком (з півдня та південного сходу). 

### Вулиці та провулки місцевості
- Вузький провулок
- 1-й Курганний провулок
- 2-й Курганний провулок
- 3-й Курганний провулок
- Курганний проїзд
- Вулиця Павловська Гора
- Вулиця Свободи (від перехрестя з Курганним проїздом)

## Історія
До XIII століття на Павловській Горі існувало городище. 
Назва гори відома з XIX століття. Походження назви достеменно невідоме. 
До 1971 року місцевість в складі населеного пункту Соколова Гора. У 1971 році разом із приєднанням Соколової Гори до міста, Павловська Гора опинилася в межах Житомира.
Місцевість масово забудовувалася у 1990-х рр. Тоді виниклі нові квартали садибної житлової забудови, утворені вулицями Павловська Гора та Свободи, а також 1-м, 2-м, 3-м Курганними провулками. Забудова вулиці Павловська Гора (будинки з парними номерами) та вулиці Свободи (будинки з непарними номерами) сформувалася до 1968 року. 